# 勒潘索内
勒潘索内（法語：Le Poinçonnet，法語發音：[lə pwɛ̃sɔnɛ] ⓘ），法国中部城市，中央-卢瓦尔河谷大区安德尔省的一个市镇，隶属于沙托鲁区，其市镇面积为45平方公里，2022年1月1日时人口数量为5,848人，是该省人口第五多的市镇，在法国城市中排名第1,886位。
勒潘索内位于安德尔省中部，省会沙托鲁市区东南，是沙托鲁的一个近郊卫星城，其境内建有工业园及商业中心，另有大片林地分布。

## 地名来源

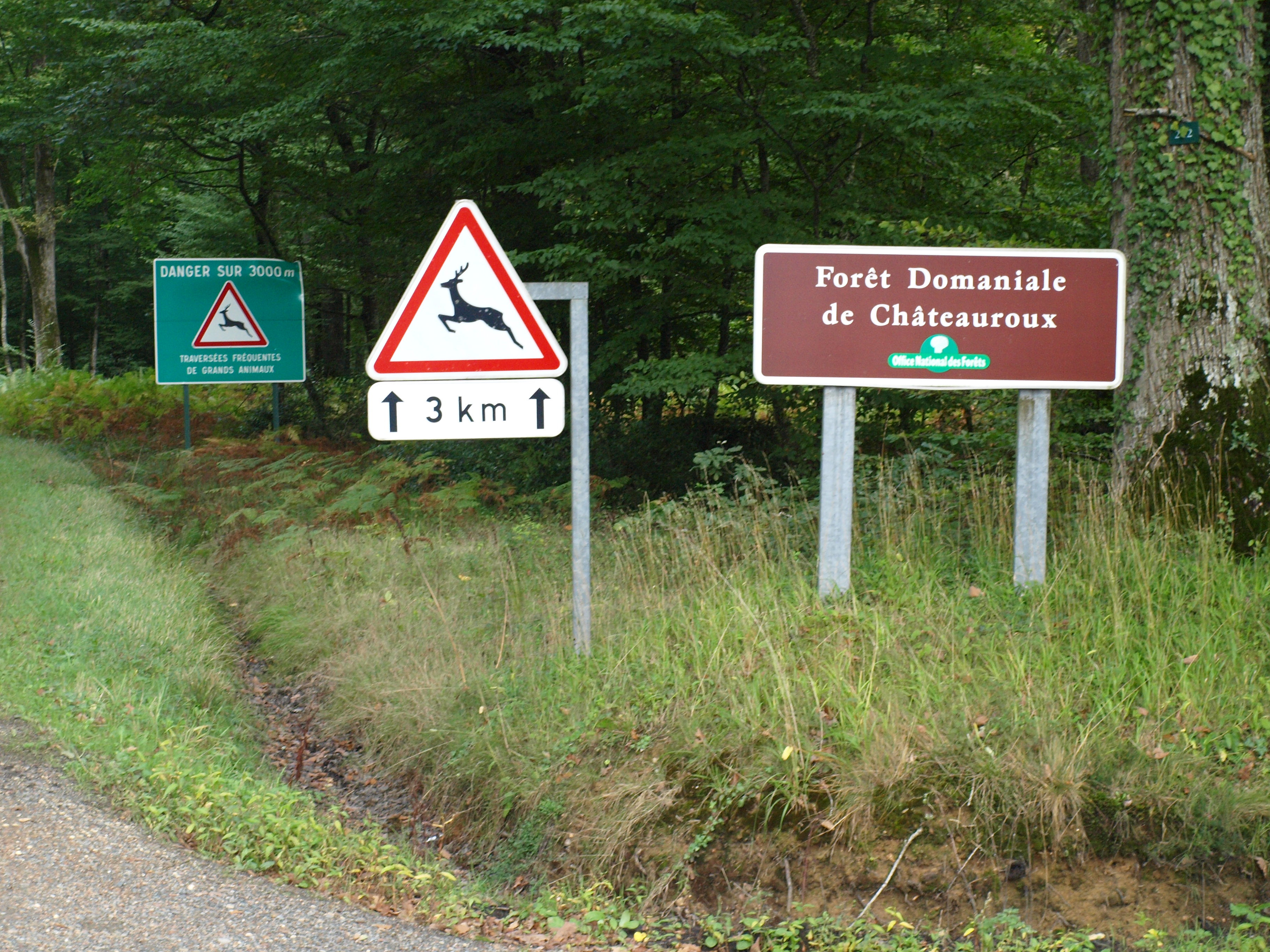
勒潘索内境内的森林指示牌

“Poinçonnet”一名来源于人名“Pinsonnet”，后者可能是当地历史上的一个以伐木为主要活动的家族。

## 历史
勒潘索内的早期历史尚不清楚，中世纪时当地长期为贝里的一处村落，1736年，当地的林地被路易十五征用并成为皇家狩猎场。法国大革命后该区域成为安德尔省的一个市镇，彼时镇中心设立于树林腹地的卢鲁埃，其市镇也因此命名为“卢鲁埃莱布瓦”（Lourouer-les-Bois）。1873年，镇政府迁至森林边缘的勒潘索内，市镇也由此更名。二战后，随着沙托鲁的城市扩张，勒潘索内的人口数量逐年增加，其市镇北部靠近沙托鲁－蒙吕松公路的部分兴建了大型商业中心。

## 地理

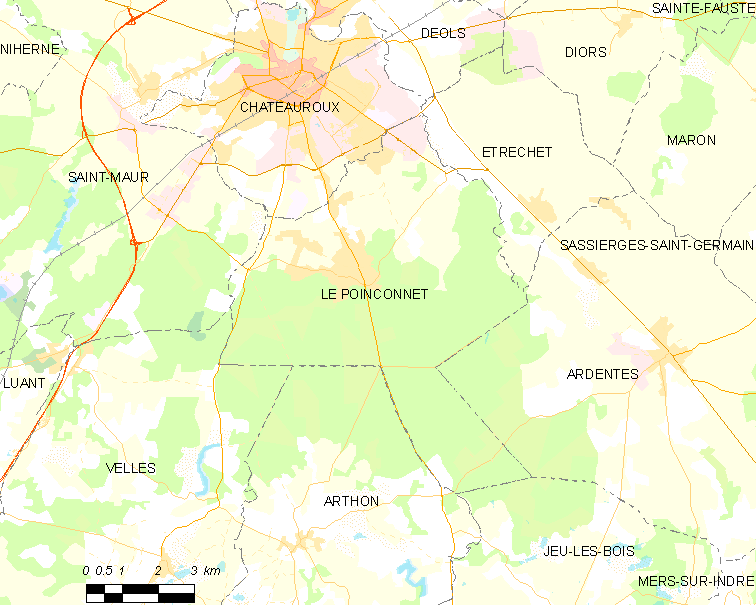
勒潘索内市镇范围地图

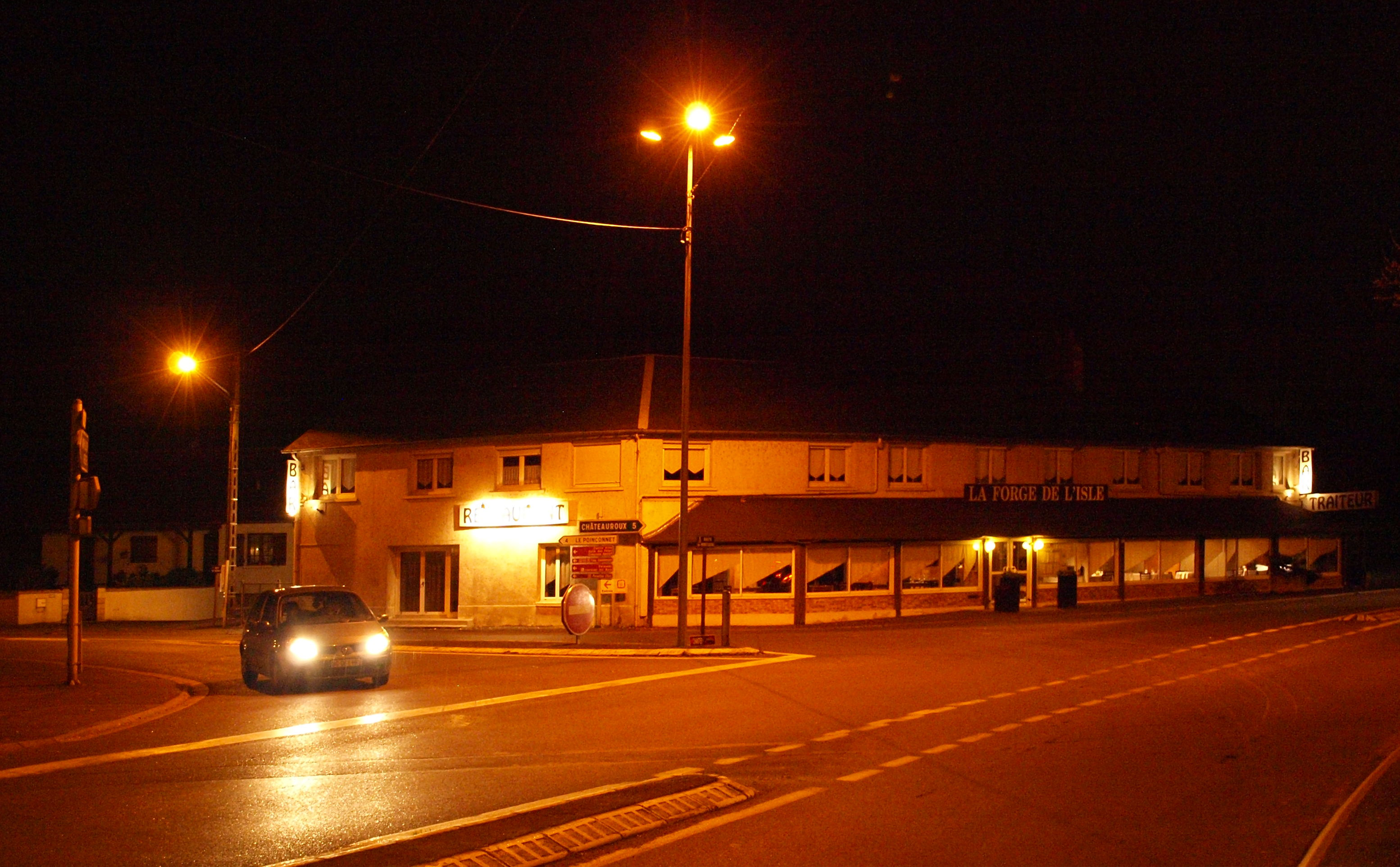
夜间的勒潘索内

勒潘索内位于法国中部，中央-卢瓦尔河谷大区南部和安德尔省中部，距离省会沙托鲁大约7公里。与勒潘索内接壤的市镇包括：阿尔当特、阿尔通、沙托鲁、埃特勒谢、热莱布瓦、韦勒、圣莫尔。

### 地形
勒潘索内位于贝里平原西南部腹地，境内以平原为主，市镇中心地势较为平坦，整体地势自北向东南略有抬升，全境海拔在145到186米之间。

### 水文
勒潘索内位于卢瓦尔河流域范围内，安德尔河干流自东南向西北流经市界东北侧，此外市镇范围东北部还有一处人工建成的圣米歇尔湖（Étang de Saint-Michel）。

### 植被
勒潘索内属于温带阔叶混交林区，靠近沙托鲁市政森林，当地近半数的地域为林地。
在鲜花城市的评比中，勒潘索内被评为2星级鲜花城市。

### 气候
勒潘索内在柯本气候分类法中属于温带海洋性气候。
距离勒潘索内最近的常年气象站位于沙托鲁境内，以下为该气象站的数据（其中日照数据取自代奥勒）：
| 沙托鲁1981年－2019年 | 沙托鲁1981年－2019年 | 沙托鲁1981年－2019年 | 沙托鲁1981年－2019年 | 沙托鲁1981年－2019年 | 沙托鲁1981年－2019年 | 沙托鲁1981年－2019年 | 沙托鲁1981年－2019年 | 沙托鲁1981年－2019年 | 沙托鲁1981年－2019年 | 沙托鲁1981年－2019年 | 沙托鲁1981年－2019年 | 沙托鲁1981年－2019年 | 沙托鲁1981年－2019年 |
| 月份                 | 1月                  | 2月                  | 3月                  | 4月                  | 5月                  | 6月                  | 7月                  | 8月                  | 9月                  | 10月                 | 11月                 | 12月                 | 全年                 |
| -------------------- | -------------------- | -------------------- | -------------------- | -------------------- | -------------------- | -------------------- | -------------------- | -------------------- | -------------------- | -------------------- | -------------------- | -------------------- | -------------------- |
| 历史最高温 °C（°F）  | 19.1 (66.4)          | 23.1 (73.6)          | 25.5 (77.9)          | 29.5 (85.1)          | 33 (91)              | 38 (100)             | 39.5 (103.1)         | 41 (106)             | 35.5 (95.9)          | 30 (86)              | 24.5 (76.1)          | 20.1 (68.2)          | 41 (106)             |
| 平均高温 °C（°F）    | 7.4 (45.3)           | 9.2 (48.6)           | 12.9 (55.2)          | 15.8 (60.4)          | 20.2 (68.4)          | 23.6 (74.5)          | 26 (79)              | 26.3 (79.3)          | 22.1 (71.8)          | 17.4 (63.3)          | 11 (52)              | 7.6 (45.7)           | 16.6 (61.9)          |
| 日均气温 °C（°F）    | 4.4 (39.9)           | 5.4 (41.7)           | 8.2 (46.8)           | 10.5 (50.9)          | 14.6 (58.3)          | 17.9 (64.2)          | 20.1 (68.2)          | 20.1 (68.2)          | 16.4 (61.5)          | 12.9 (55.2)          | 7.6 (45.7)           | 4.8 (40.6)           | 11.9 (53.4)          |
| 平均低温 °C（°F）    | 1.5 (34.7)           | 1.6 (34.9)           | 3.5 (38.3)           | 5.3 (41.5)           | 9 (48)               | 12.2 (54.0)          | 14.1 (57.4)          | 14 (57)              | 10.7 (51.3)          | 8.4 (47.1)           | 4.2 (39.6)           | 2 (36)               | 7.2 (45.0)           |
| 历史最低温 °C（°F）  | −17.5 (0.5)          | −16.5 (2.3)          | −12 (10)             | −5 (23)              | 0 (32)               | 4.5 (40.1)           | 5.7 (42.3)           | 4.5 (40.1)           | 2 (36)               | −6.5 (20.3)          | −9.5 (14.9)          | −12.5 (9.5)          | −17.5 (0.5)          |
| 平均降水量 mm（）    | 73.1 (2.88)          | 59.6 (2.35)          | 60.9 (2.40)          | 72.1 (2.84)          | 76.4 (3.01)          | 56.8 (2.24)          | 61.1 (2.41)          | 56.7 (2.23)          | 68.3 (2.69)          | 85.7 (3.37)          | 76.8 (3.02)          | 81.9 (3.22)          | 829.4 (32.65)        |
| 月均日照時數         | 72.1                 | 91.9                 | 155.6                | 178.5                | 208.6                | 210.4                | 231.7                | 235.5                | 189.5                | 128.3                | 79.6                 | 59                   | 1,840.7              |
| 来源：infoclimat.fr  |                      |                      |                      |                      |                      |                      |                      |                      |                      |                      |                      |                      |                      |

## 行政区划
勒潘索内的市镇编号为36159，邮政编号为36330。
在行政管理方面，勒潘索内隶属于法国中央-卢瓦尔河谷大区安德尔省沙托鲁区；在地方选举方面，勒潘索内隶属于阿尔当特县，其市镇范围全境被划入安德尔省第二选区；在社会管理方面，勒潘索内是沙托鲁都会城市圈公共社区的组成部分。
法国国家统计与经济研究所（简称）在进行数据统计时，将勒潘索内及相邻的另外三个市镇设为沙托鲁城市核心区，并将包括核心区在内的周边共44个市镇划为沙托鲁城市区。自2020年起，沙托鲁城市区被包含71个市镇的沙托鲁城市辐射区代替。此外，还将勒潘索内市镇分为了3个“块区”（IRIS），以便于统计人口分布情况。

## 交通

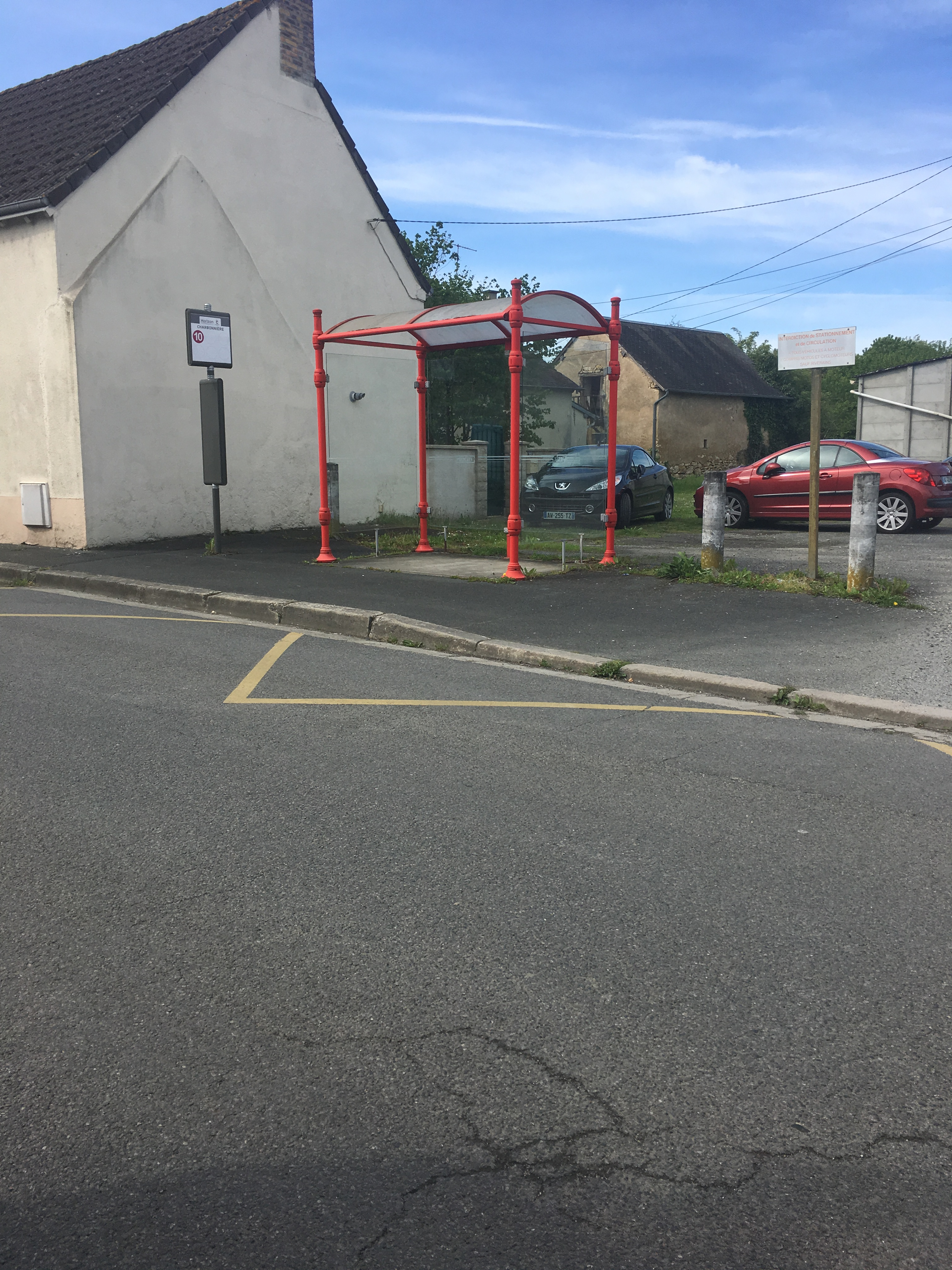
勒潘索内的一处公交车站

### 公路
安德尔省省道D14线、D40线、D67线、D943线和D990线经过勒潘索内境内。
| 14 | 8 |

| 沙托鲁 | 7 |

| 克勒兹河畔阿让通 | 33 |

| 拉沙特尔 | 36 |

2018年，89.5%的勒潘索内家庭拥有至少一辆私人汽车。2019年，勒潘索内境内共发生各类交通事故5起，造成8人受伤。

### 铁路
距离勒潘索内最近的运营中的客运铁路车站为沙托鲁站，该站停靠往返于巴黎和图卢兹之间的城际列车，以及前往奥尔良和利摩日两个方向的区域列车。

### 航空
距离勒潘索内最近的民用航空站为沙托鲁机场，距离勒潘索内市中心的公路里程约11公里，该机场暂无常规航线，仅停靠少量包机旅游航班。

### 城市公共交通
勒潘索内是沙托鲁城市公共交通（商业名称为）的服务范围，后者是沙托鲁地区的城市公共交通系统。截至2022年9月，该系统共包括12条公交线路，其中3路、4路和9路经停勒潘索内市区。

## 政治

### 市政内阁

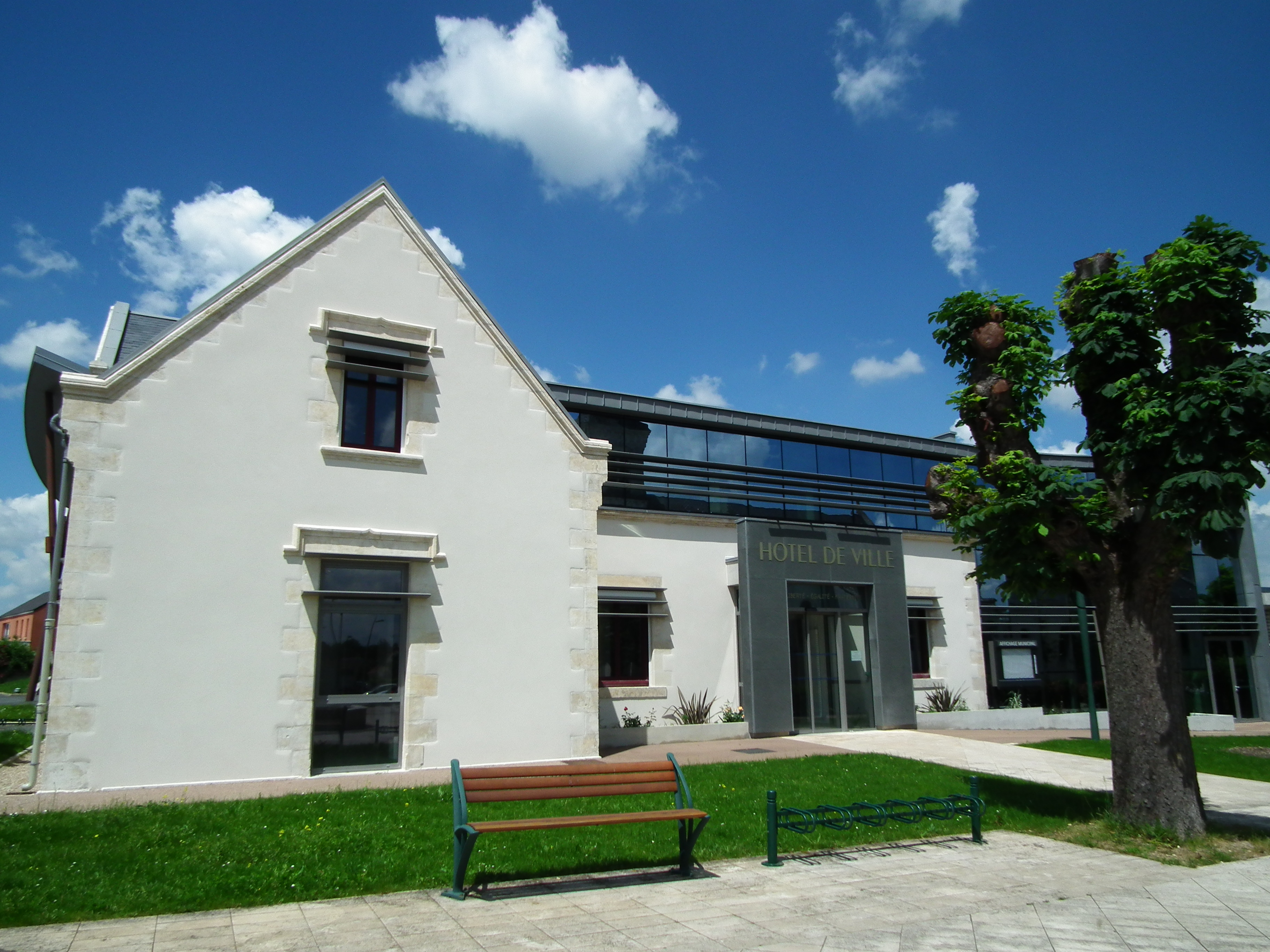
勒潘索内市政厅

勒潘索内的现任市长为达尼埃尔·迪普雷-塞戈女士（Danielle DUPRÉ-SÉGOT），她是社会党的一名成员，在2020年的市政选举中获得了58.36%的支持率。
| 勒潘索内历届市长       | 勒潘索内历届市长                          | 勒潘索内历届市长 |
| 任期                   | 市长                                      | 党派             |
| ---------------------- | ----------------------------------------- | ---------------- |
| （1977年以前资料暂缺） |                                           |                  |
| 1977年－2001年         | André PLAT 安德烈·普拉                    | 不详             |
| 2001年－2020年         | Jean PETITPRÊTRE 让·珀蒂普雷特尔          | PS社会党         |
| 2020年－               | Danielle DUPRÉ-SÉGOT 达尼埃尔·迪普雷-塞戈 | PS社会党         |

### 各级选举
| 勒潘索内历届投票选举结果 | 勒潘索内历届投票选举结果 | 勒潘索内历届投票选举结果 | 勒潘索内历届投票选举结果 | 勒潘索内历届投票选举结果  | 勒潘索内历届投票选举结果 | 勒潘索内历届投票选举结果 | 勒潘索内历届投票选举结果       | 勒潘索内历届投票选举结果 | 勒潘索内历届投票选举结果 |
| 选举项目                 | 选举范围                 | 选区单位                 | 选区单位内的选举结果     | 选区单位内的选举结果      | 选区单位内的选举结果     | 选区单位内的选举结果     | 选区单位内的选举结果           | 选区单位内的选举结果     | 参考资料                 |
| 选举项目                 | 选举范围                 | 选区单位                 | 第一轮胜出者             | 第一轮胜出者              | 支持率                   | 第二轮胜出者             | 第二轮胜出者                   | 支持率                   | 参考资料                 |
| ------------------------ | ------------------------ | ------------------------ | ------------------------ | ------------------------- | ------------------------ | ------------------------ | ------------------------------ | ------------------------ | ------------------------ |
| 2017年法國總統選舉       | 法國                     | 市镇                     |                          | 埃马纽埃尔·马克龙         | 29%                      |                          | 埃马纽埃尔·马克龙              | 72.01%                   | [ 18 ]                   |
| 2017年法国立法选举       | 安德尔省第二选区         | 市镇                     |                          | 索菲·盖兰                 | 37.74%                   |                          | 索菲·盖兰                      | 58.6%                    | [ 18 ]                   |
| 2019年欧洲议会选举       | 法國                     | 市镇                     |                          | 娜塔莉·卢瓦索             | 23.61%                   | （不适用）               | （不适用）                     | （不适用）               | [ 20 ]                   |
| 2021年法国省级选举       | 安德尔省                 | 县                       |                          | 吉勒·卡朗通 诺尔温·福尔蒂 | 45.62%                   |                          | 吉勒·卡朗通 诺尔温·福尔蒂      | 60.56%                   | [ 21 ]                   |
| 2021年法国省级选举       | 安德尔省                 | 市镇                     |                          | 吉勒·卡朗通 诺尔温·福尔蒂 | 40.87%                   |                          | 梅拉妮·沙皮 让-米歇尔·鲁阿尔德 | 50.09%                   | [ 21 ]                   |
| 2021年法国大区选举       |                          | 市镇                     |                          | 弗朗索瓦·博诺             | 34.62%                   |                          | 弗朗索瓦·博诺                  | 46.45%                   | [ 22 ]                   |
| 2022年法国总统选举       | 法國                     | 市镇                     |                          | 埃马纽埃尔·马克龙         | 31.76%                   |                          | 埃马纽埃尔·马克龙              | 60.93%                   | [ 18 ]                   |
| 2022年法国立法选举       | 安德尔省第二选区         | 市镇                     |                          | 索菲·盖兰                 | 27.69%                   |                          | 尼古拉·福里西耶                | 65.48%                   | [ 18 ]                   |

## 人口
2019年，勒潘索内市镇人口数量为5,820，在法国排名第1,886位。其中男性2,835人，女性2,985人，75岁及以上人口占8.6%，外籍人口数量为76人，人口密度为129人/平方公里，当地居民被称为（男性）或（女性）。2020年，勒潘索内境内出生39人，死亡人口43人。
| 勒潘索内1901年－2019年人口变化情况 |
|                                    |
| 数据来源：Cassini、INSEE           |

## 经济

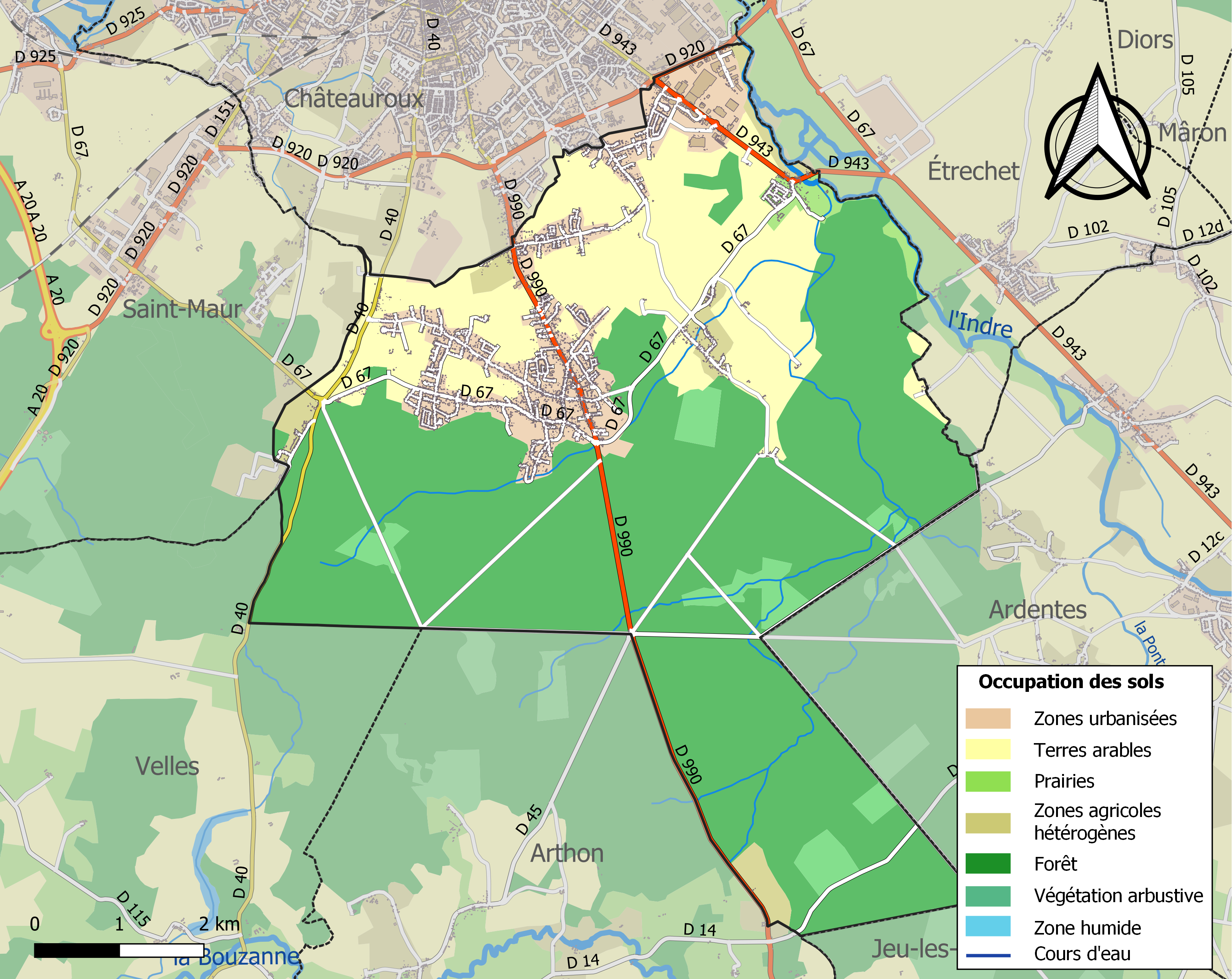
勒潘索内土地利用情况地图

勒潘索内是沙托鲁附近的一个近郊卫星城。截止2022年9月，勒潘索内市镇范围内共有各类用人单位（包含自雇）612家，平均历史为15年，其中96.1%为中小型企业（PME），2022年7月至9月间，当地的经济活力指数为0.98%。（制药）、（农具销售）及（汽车配件销售）是当地2021年营业额最高的三个企业，分别为64,991,134欧元、14,333,150欧元和11,767,051欧元。

## 财政与居民收入
2020年，勒潘索内的财政收入总额为4,634,060欧元，财政支出总额为3,965,460欧元，当年的债务总额为6,202,670欧元。2021年，勒潘索内市镇共获得222,388欧元的国家财政补助，比上一年减少了10.9%。
2020年，勒潘索内的人均月收入总额为2,321欧元，其中高级职员为3,729欧元，低于法国平均水平（4,230欧元）；中级职员为2,517欧元，低于法国平均水平（2,411欧元）；普通职员为1,736欧元，低于法国平均水平（1,740欧元）。
2018年，勒潘索内境内的青壮年（15至64岁）失业率为7.7%，当地65%的家庭拥有纳税资格，平均纳税3,171欧元，低于法国平均水平（3,910欧元）。

## 社会事务

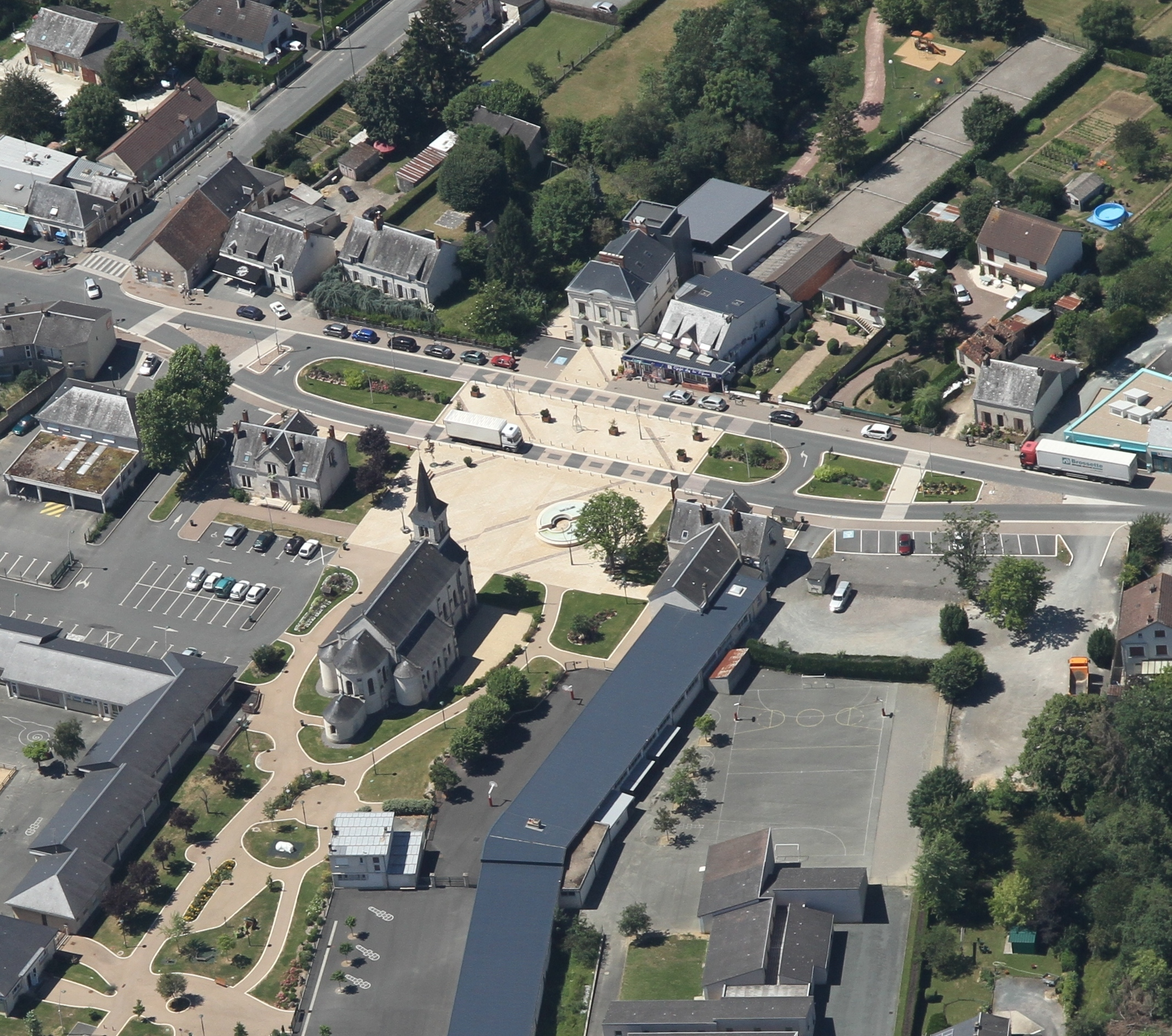
航拍勒潘索内镇中心

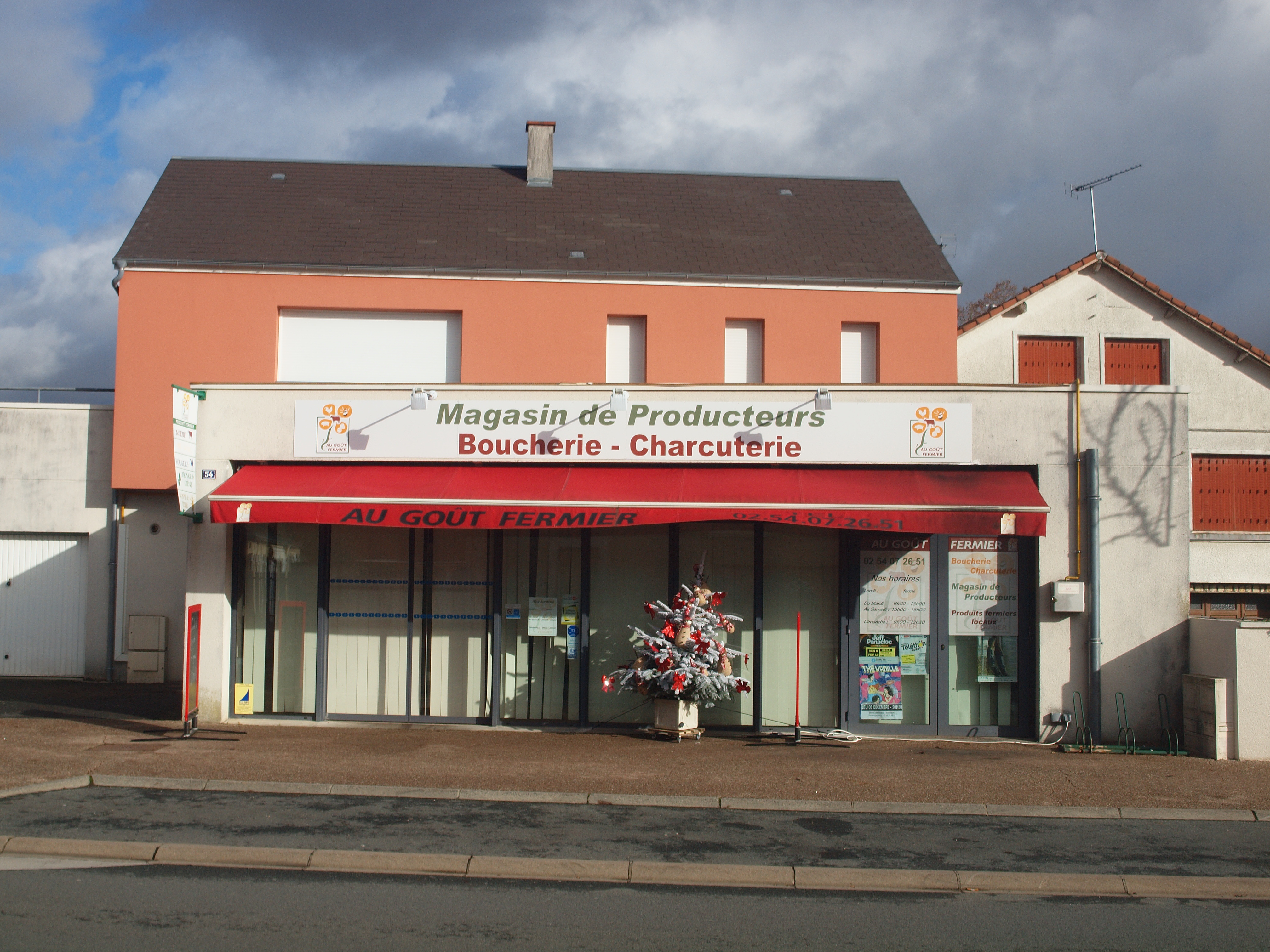
勒潘索内的一家肉铺

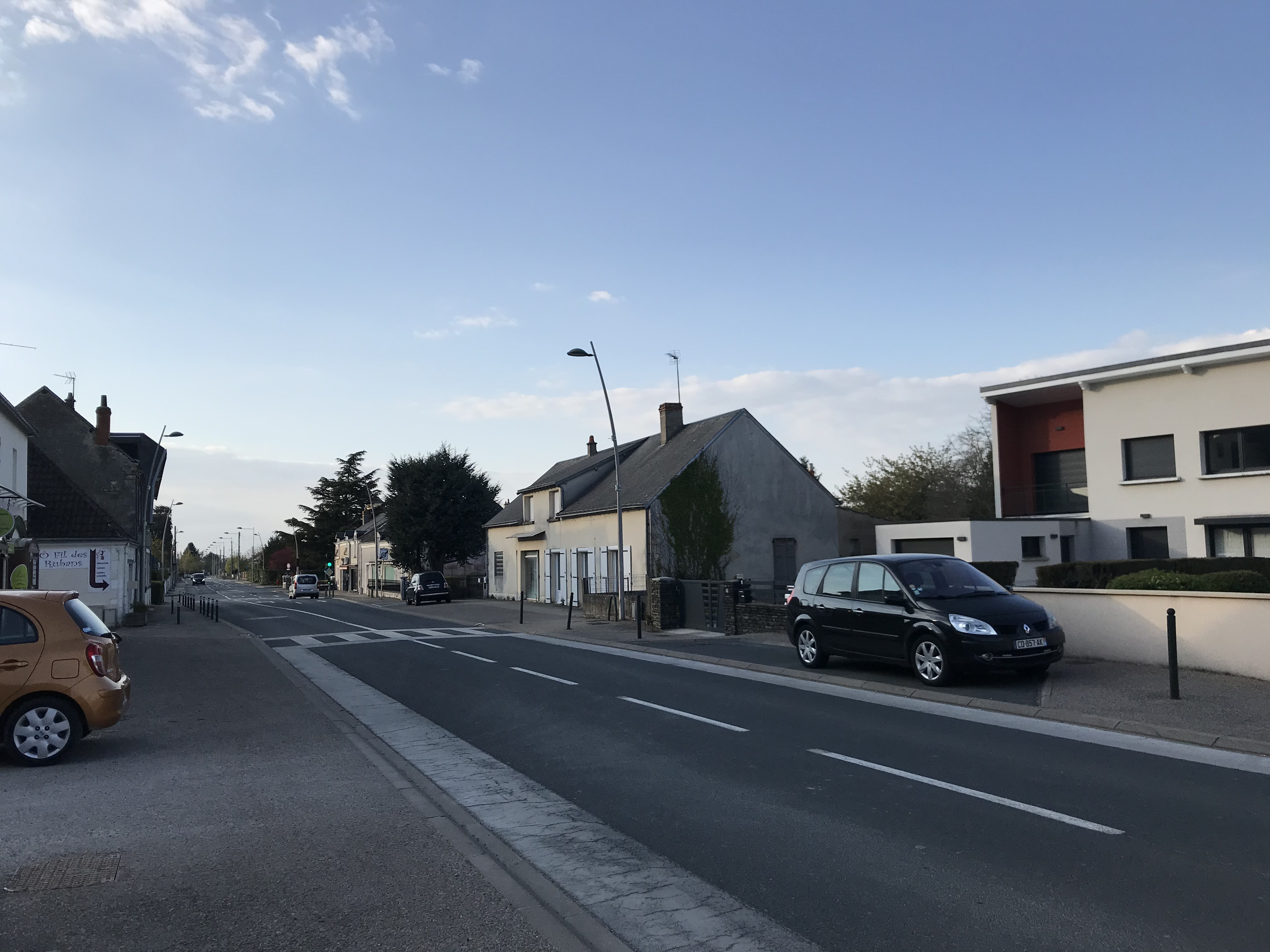
勒潘索内市区北部的森林大街

### 教育
勒潘索内属于奥尔良-图尔学区。截止2020年1月1日，勒潘索内境内共有1所幼儿园和2所小学。

### 医疗
截止2020年1月1日，勒潘索内境内共有全科医生4名、保健师3名、牙医1名、护士6名和助产士2名。境内共有药房1家。
距离勒潘索内最近的区域性医疗机构为沙托鲁中心医院（Centre Hospitalier de Châteauroux），其主病区位于沙托鲁市区南部，距离勒潘索内市区的正常车程大约7分钟，该院设有床位755个，是当地规模最大的公立综合性医院。

### 住房
2018年，勒潘索内境内共有各类住房2,738套，其中97%为独立式居民区，2.7%为集中式居民区。常住房屋占勒潘索内市镇范围内居民建筑总量的93.4%。
在住房保障政策方面，2020年，勒潘索内境内共有171户家庭获得了住房经济补助，受益人数占总人口数量的2.9%，其中142份为房租补助。

### 商业
2019年，勒潘索内境内共有各类实体商铺101家，其中餐厅9家、大型超市3家、杂货店1家、面包房4家、肉铺2家、书店1家、装饰品店1家、银行门店2家、美容美发店8家、汽车维修店7家。市区北部建有“福鲁姆”（Forum）商业中心，其核心为欧尚沙托鲁商场。

### 体育
2020年，勒潘索内境内共有1间体育馆、5处网球场、1处马术场、1处足球或橄榄球场以及1处篮球或排球场。
截至2022年9月，勒潘索内境内共有两家注册足球俱乐部。勒潘索内体育联盟（Union Sportive Poinçonnet，编号513277）是当地的代表性足球队，成立于1921年，其主队2022至2023赛季参加中央-卢瓦尔河谷大区足球联赛乙组（法国第七级别），其主场为让·德拉沃球场（Stade Jean-Delaveau）。除足球外，该联盟同时拥有一个篮球俱乐部。

### 环境
勒潘索内的环境事务由其所属的沙托鲁都会城市圈公共社区联合各级政府协调负责。2019年，勒潘索内境内暂无污染企业。

### 治安
勒潘索内及其附近的共4个市镇是沙托鲁警区（zone police de Châteauroux）的管辖范围。2020年，该警区累计记录各类案件2,541起，其中盗窃类案件1,170起，经济类案件356起，毒品交易类案件173起。

## 文化

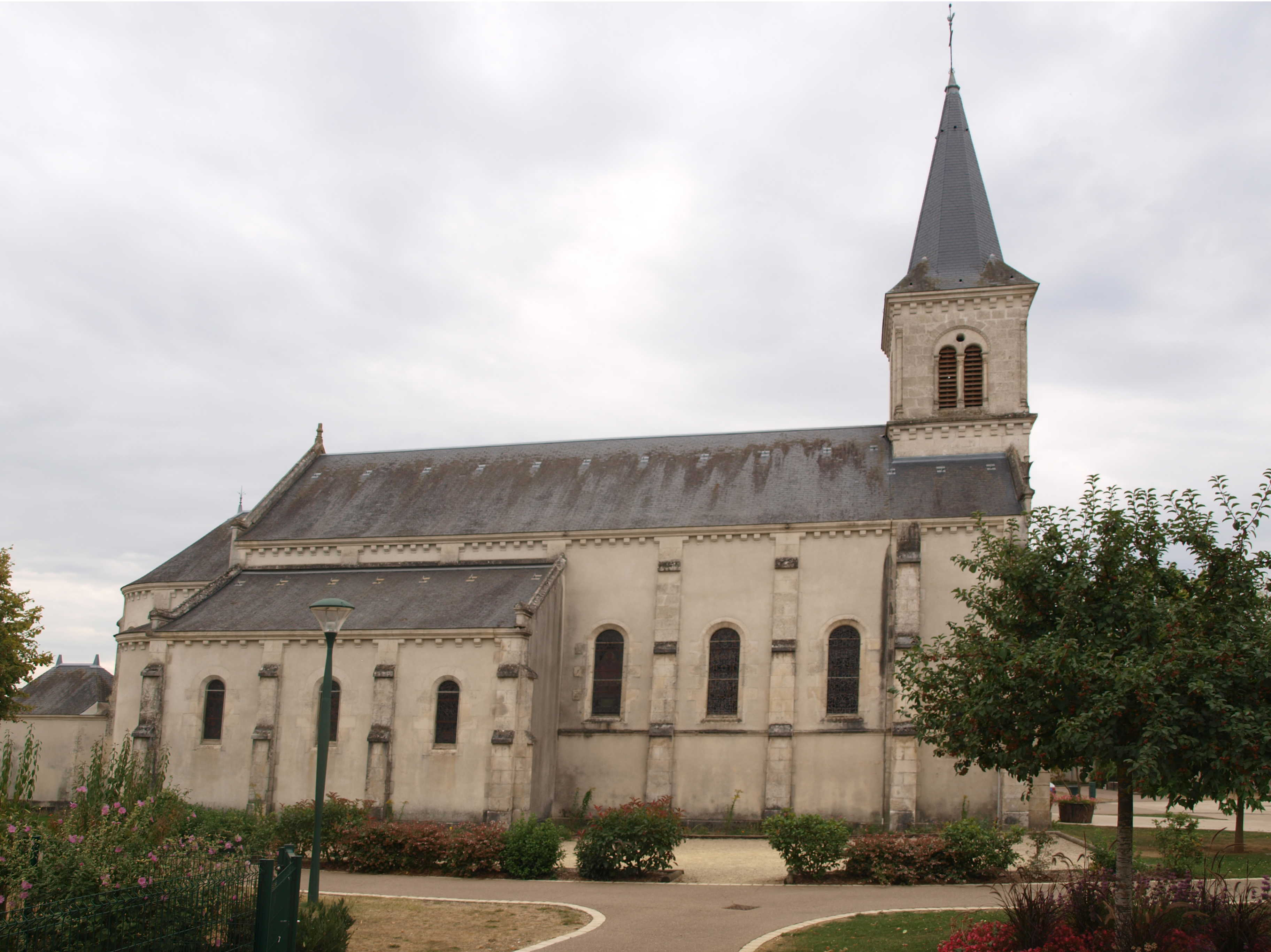
圣伯多禄教堂

2020年，勒潘索内境内暂无任何文化设施。勒潘索内市政府提供多媒体中心，每周二至六向公众开放。

### 建筑
勒潘索内境内有多处历史建筑，其中圣伯多禄教堂（Église Saint-Pierre du Poinçonnet）是当地的地标性建筑物。

### 旅游
勒潘索内的旅游事务由其所属的沙托鲁都会城市圈公共社区负责。2021年，勒潘索内境内共有1家酒店共计42间房间。

### 媒体
法国主要的媒体均可在勒潘索内接收，法国电视三台下属的中央-卢瓦尔河谷大区频道在部分时段播出勒潘索内所属区域的地方新闻。《中西部新共和国报》、蓝色法兰西贝里广播、伊苏丹贝里第一电视台等是当地主要的地方性媒体。

## 友好城市
截至2022年9月，勒潘索内共与一座城市互为友好城市关系：
- 波蘭 Stawiguda